# 平沢安次郎
平沢 安次郎（ひらさわ やすじろう、1875年（明治8年）3月6日 - 1969年（昭和44年）4月8日）は、大日本帝国陸軍軍人。最終階級は陸軍少将。

## 経歴・人物
愛知県出身。1897年（明治30年）陸軍士官学校第9期卒業。
1921年（大正10年）6月に陸軍歩兵大佐・歩兵第80連隊長を経て、1925年（大正14年）5月1日に陸軍少将に昇進と同時に待命、同月25日に予備役に編入した。
1947年（昭和22年）11月28日、公職追放仮指定を受けた。